# Dariusz Szlachetko
Dariusz Lucjan Szlachetko (ur. 27 lipca 1961 w Gdańsku) – polski botanik, orchidolog i jeden z nielicznych tropikalistów w Polsce.
Standardową skróconą formą autora, używaną do wskazania przy cytowaniu nazw botanicznych, jest Szlach..

## Życiorys
W 1985 ukończył studia na Uniwersytecie Gdańskim, następnie podjął pracę na macierzystej uczelni, w Katedrze Ekologii Roślin i Ochrony Przyrody. W 1990 obronił pracę doktorską Rewizja taksonomiczna i zróżnicowanie gatunków rodzaju Schiedeella Schltr.sensu lato (Orchidaceae, Spiranthinae) napisaną pod kierunkiem Hanny Piotrowskiej. W 1996 habilitował się na Uniwersytecie im. Adama Mickiewicza w Poznaniu na podstawie pracy Systema Orchidalium. W 1999 otrzymał tytuł profesora nauk biologicznych. Pracuje w Katedrze Taksonomii Roślin i Ochrony Przyrody Uniwersytetu Gdańskiego. Jest dziekanem Wydziału Biologii UG.
Do 2013 opisał ponad 3000 gatunków storczykowatych.

## Odznaczenia
- Srebrny Krzyż Zasługi – 2004[5]
- Medal im. Władysława Szafera – dwukrotnie: po raz pierwszy w 1998[6] oraz ponownie w 2025[7]

## Publikacje
- Biologia : podręcznik dla klasy I gimnazjum, [współautorzy: Alina Szlachetko, Piotr Rutkowski], Gdańsk, cop. 2000, ISBN 83-7460-108-6
- Biologia : podręcznik dla klasy II gimnazjum, [współautorzy: Alina Szlachetko, Piotr Rutkowski], Gdańsk, cop. 2000, ISBN 83-88056-66-2
- Orchidee – amatorska uprawa storczyków, [współautorzy: Tomasz Kubala, Tadeusz Kusibab], Warszawa, 2004, ISBN 978-83-7073-350-6
- Storczyki [flora Polski], Warszawa, 2001, ISBN 978-83-7073-339-1